# 马来西亚鞭刑
鞭刑是一种在马来西亚广泛施行的合法体罚，可再细分为以下三种情形：司法/监狱鞭刑、沙里亚鞭刑、以及学校体罚。马来西亚的鞭刑制度与邻国新加坡和汶莱相似，都是从大英帝国统治时期保留下来的。
三种情形中，司法鞭刑的程度最为严重。司法鞭刑只适用于50岁以下、身体健康的男性罪犯，适用范围广泛，通常是严重罪行，例如强奸、贩毒和抢劫，一次庭审最多只能判处24下鞭刑。司法鞭刑总是与监禁一起执行，由受过专门训练的监狱局人员在监狱内执行，用一根1.09米长、1.25厘米粗的藤鞭抽打犯人的屁股，同时有医生在场监督整个过程。在监狱中服刑的男性囚犯如果在服刑期间犯下严重罪行，即使之前没有被法院判处鞭刑，也有可能会受到鞭刑的处罚。
在马来西亚的一些中小学，当男生有严重不良行为或反复违规时，体罚有时被用作一种惩罚手段，用轻细的藤条抽打屁股（隔着衣物）或手掌心。只有校长或经过校长明确授权的学校员工才有权执行体罚，并且学校在对学生进行体罚之前必须事先通知家长或监护人。虽然政府禁止学校对女生执行体罚，有些学校还是照样鞭打女生。在家庭环境中，许多家长可能会使用轻细的藤条或其他工具来惩戒他们的子女。
由于大部分马来西亚国民是穆斯林，政府除了实施一般刑法制度，还对穆斯林施行伊斯兰教法（沙里亚）。触犯教法的男女穆斯林（包括外籍穆斯林）可被沙里亚法院判处鞭刑。沙里亚鞭刑比司法鞭刑较轻许多，犯人受罚时穿得严严实实的，由同样性别的行刑官用藤鞭抽打背部，行刑官出手时也不可举起手臂。沙里亚鞭刑在马来西亚较为罕见，但在邻国印度尼西亚的亚齐特区非常普遍。
有许多人权组织强烈反对马来西亚实行司法鞭刑。国际特赦组织强力呼吁马来西亚政府立刻废除司法鞭刑，并描述说：“每年都有几千人被迫承受系统性的酷刑。”

## 司法鞭刑

### 历史
马来西亚的鞭刑制度起源于大英帝国和英属印度的刑法。19世纪初，大英帝国在马来亚和新加坡地区设立了海峡殖民地，并将鞭刑正式纳入《海峡殖民地刑法第四条例》中。 马来亚在大英帝国统治的时期（19世纪初至1962年），适用鞭刑的罪行与在英格兰和威尔士适用桦条鞭笞（birching）的罪行相似，包括抢劫、严重偷盗、破门行窃、性侵犯、强奸，和以操控性工作者为生的人。
在马来亚联合邦（现为马来西亚）于1957年宣布独立后，马来西亚保留了鞭刑的法律条款。虽然多数国民都是穆斯林，马来西亚的司法鞭刑纯粹是从英属马来亚时期遗留下来的，与伊斯兰教法无关。

### 法律基准
马来西亚刑事诉讼法第286至291项说明有关鞭刑的条例：
- 无论罪行的数量如何，每次庭审中，犯人最多只能被判处24下鞭刑。未满18岁的罪犯一次最多只能被判处10下鞭刑。[3]
- 藤鞭的粗度不超过0.5英寸（1.3）。
- 如果犯人犯的是白领罪（贪污、违反信托等等），又或者未满18岁，鞭刑将以类似于学校体罚的方式进行，使用的是比较轻细的藤鞭。
- 鞭刑不分期执行。
- 医生必须在场检查犯人并证实犯人的身体状况适合受鞭刑。

以下者不会被判处鞭刑：
- 女性
- 年龄超过50岁的男性，不包括强奸犯。马来西亚在2006年修法，废除了强奸犯受鞭刑的年龄上限，因此50岁以上的强奸犯可被判鞭刑。2008年4月，一个56岁男子因为强奸亲戚，被判57年监禁和鞭打12下。[5]
- 死刑犯

### 适用鞭刑的罪行
马来西亚的法律规定了多种可以适用鞭刑的罪行，包括抢劫、造成严重身体伤害、破门行窃、强奸、非法走私或贩卖毒品等严重罪行，以及贪污、违反信托等白领罪和非法入境。鞭刑通常与监禁一起执行，不会单独判罚。每年有数千名男性非法入境者（大部分来自邻国印度尼西亚）被法院判处短期监禁并受到一两鞭的鞭刑，释放后被驱逐出境。在马来西亚，签证过期非法滞者不会被判鞭刑，但是在邻国新加坡，签证过期非法滞留超过90天者会被判鞭刑。 政府在2003年11月将非法贷款列为适用鞭刑的罪行之一。
一些国民曾经呼吁政府将以下行为纳入适用鞭刑的罪行范围：非法赛车、抢夺财物、交通违法行为、遗弃、操作快速致富诈骗计划以及破坏公物。 政府至今未把以上非法行为定为适用鞭刑的罪行。

### 统计资料
尽管马来西亚政府没有公布具体的统计数据，国际特赦组织在2010年使用抽样方法估计每年约有10,000人被处以鞭刑。 2004年，时任内政部副部长的陈财和曾在国会上透露，自从政府于2002年8月将非法入境列为适用鞭刑的罪行以来，前16个月内共有18,607名无证移民受到了鞭刑的处罚。此外，国会在2009年公布了以下数据：2002年至2008年期间，共有34,923名外籍罪犯被处以鞭刑，其中60%来自印度尼西亚、14%来自缅甸、14%来自菲律宾。

### 行刑官
监狱局对行刑官的选拔条件非常严格，申请者被选中的机会仅约为13%左右。全国监狱局中只有大约50名合格的执行鞭刑人员。在训练过程中，他们会使用沙袋、假人或香蕉树等进行鞭打技巧的练习。他们注重力量、精确度、协调性和鞭打动作，旨在对犯人造成最大的痛苦同时最小化伤害。执行鞭刑时，他们不仅仅依靠手臂的力量，而是将手臂伸直并紧握着藤鞭，利用全身的力量以双脚为中心旋转，并以最低速度160每小時（99英里每小時）和至少90（200磅）的打击力道。 在2005年之前，他们每打一鞭获得三马币，可是2005年以后是每鞭获得十马币。

### 刑鞭
司法鞭刑中使用的藤鞭分为两种类型：

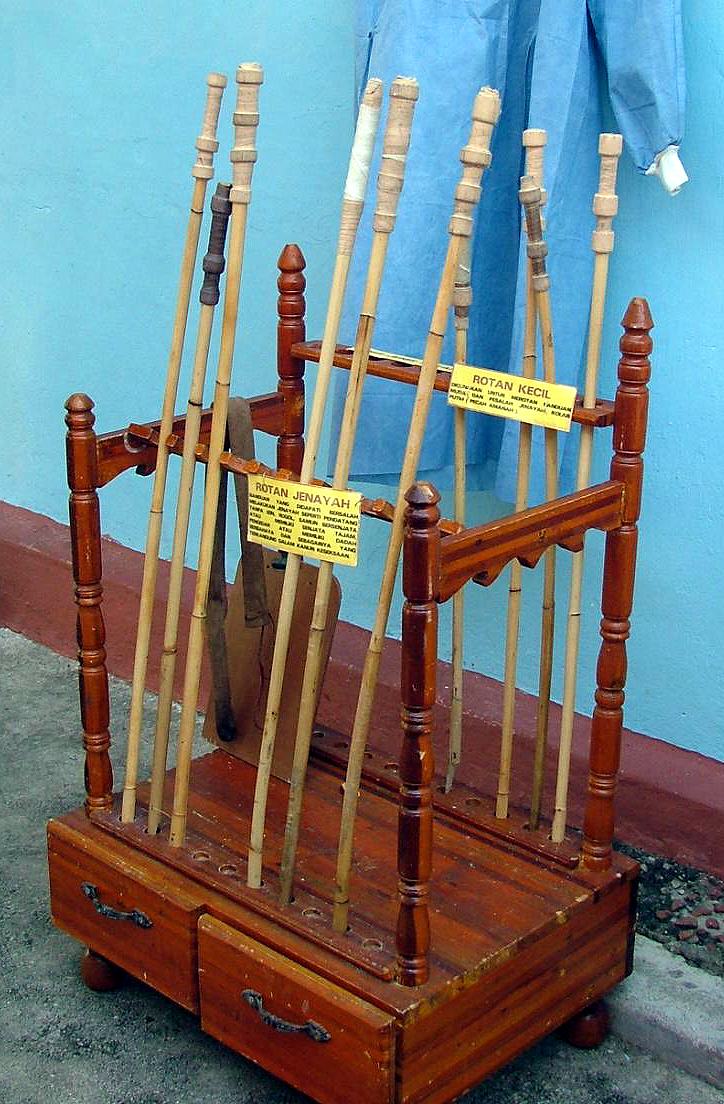
两种不同的藤鞭：前排的是粗重型的，后排是轻细型的。

- 粗重型藤鞭，用来鞭打犯下严重罪行（如非法走私毒品、暴力抢劫、强奸等）的犯人。
- 轻细型藤鞭，用来鞭打犯下白领罪或较轻的罪行（贪污、非法入境、违反信托等等）的犯人或未成年犯。

粗重型藤鞭的长度大约1.09（3.6英尺），粗度不超过1.25（0.49英寸）。

### 行刑過程

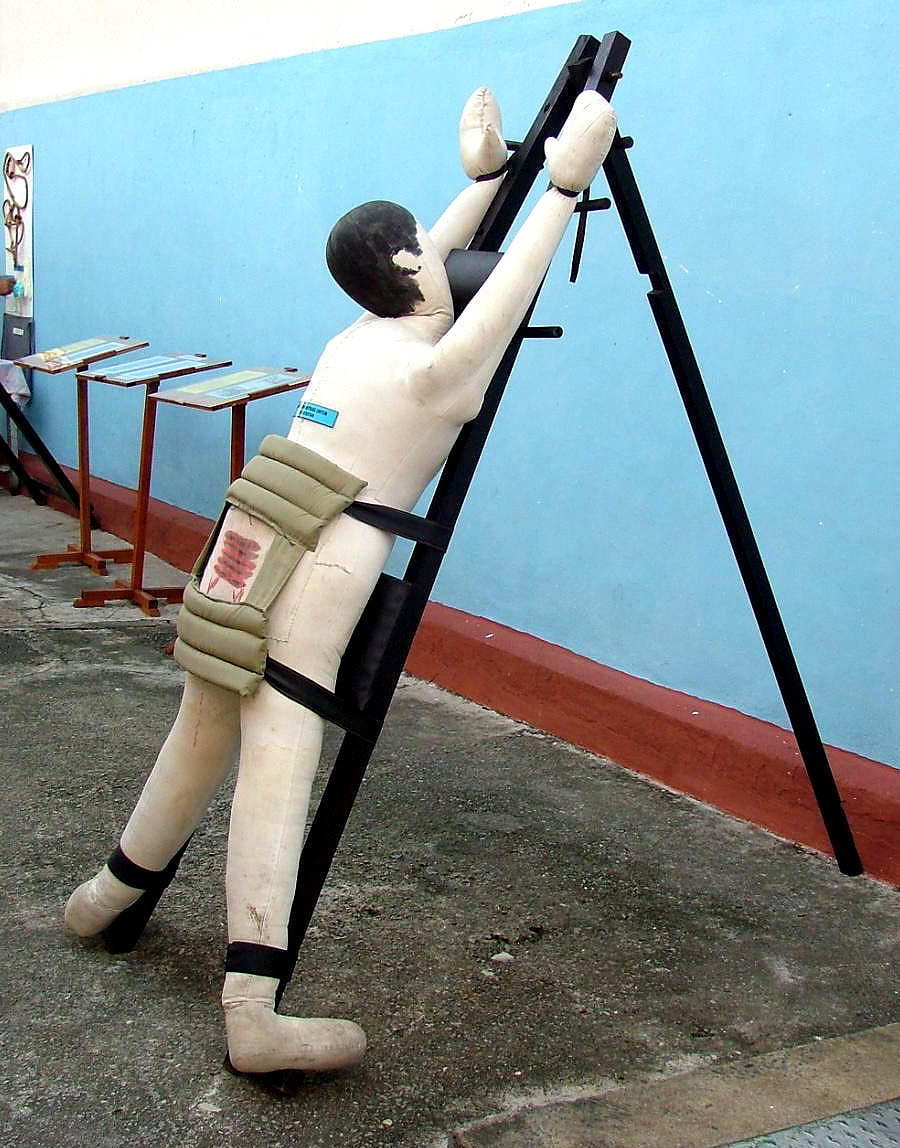
人体模型被绑在刑架上的姿势和真实的相似，下半身套上了特制“框子”遮盖腰部和大腿，只露出屁股。

#### 成年犯
法院将犯人判处鞭刑后，监狱局必须等到至少七天过了才可执行鞭刑。如果犯人在这七天内向更高级的法院提出刑事上诉，监狱局必须等到法院作出判决后才可执行鞭刑。 监狱局不会事先通知犯人几时执行鞭刑，通常只在前一天或当天才通知他。犯人由于处于这种不确定状态中，常常承受心理困扰，整天提心吊胆。
行刑当天，医生会先测量犯人的血压并检查他的身体状况。 如果犯人患有高血压、心脏病等疾病，或者身体状况不适合接受鞭刑，他免受鞭刑，须要改日再上法庭，法官可能会将鞭刑改判成监禁，将犯人原本的监禁期延长，最多只能延长24个月。
鞭刑通常在监狱内的一个露天庭院进行，四周有高墙围住，但有些监狱在室内执行。整个过程由监狱总监和医生监督，外人和其他犯人不得在场。虽然在场的监狱局员工通常都是男性，但有时由于监狱缺乏医生，在附近政府医院工作的医生（包括女医生）会被调到监狱协助监狱局。
在执行鞭刑前，监狱总监会向犯人念诵鞭刑条款，要求他确认身份和鞭刑数量。按照监狱惯例，犯人在受刑时通常是光着全身的，但有时也会穿围裙或纱笼遮盖前下半身。鞭刑所使用的刑架由木料制成，形状类似三脚架，非常坚固。2009年，霹雳州太平监狱的员工发明了一种由钢铁和皮革制成的折叠式便携鞭刑架，在执行鞭刑时能够节省时间和空间。 犯人面向刑架站立，双脚踏在三角形斜坡垫上，向前俯身，腹部倚靠在刑架中间的靠垫上，屁股突出。双手和双腿被绳索或皮革镣铐分别固定在刑架的上方和下方，腰部和大腿部位套上一种特制的塑料‘框子’遮盖和保护肾脏、脊椎和生殖器官，中间只露出屁股。鞭刑的打击部位仅限于屁股，因为屁股脂肪较多，一次鞭打不会对筋骨和身体器官造成过大的伤害。犯人在受鞭刑时是不被封口的。
在执行鞭刑时，监狱官站在一旁进行计数，每一鞭都会在数完后立即执行，鞭打之间通常间隔10至15秒。医务人员站在刑架前方，紧紧抱住犯人的头部，以防止犯人突然向后扯动头部，造成颈部受伤，同时观察犯人的身体状况，确保犯人能够继续承受鞭刑。行刑官在执行鞭刑过程中不会考虑犯人的年龄或罪行的严重程度，每一鞭都会用全力挥出，尽力将每一鞭精确地打在犯人屁股的不同部位，并巧妙地避开已经严重受伤的部位，每一鞭的位置会略微高于或低于前一鞭，以确保鞭痕在犯人的屁股上整齐排列，像机器一样准确。为了达到最大的效果，行刑官会确保每打一鞭时，藤鞭的尽头会快速划过犯人的屁股并刮破皮肤。 为了防止感染，一些行刑官会戴上手套、口罩和护目镜。如果犯人患有艾滋病，鞭刑结束后，使用过的藤鞭将立即被焚烧销毁。

#### 未成年犯
马来西亚刑事诉讼法规定，未达21岁的未成年犯如果被判处鞭刑，将以类似于学校体罚的方式进行处罚，使用的是轻细型藤鞭。未成年犯最多只能被判受到10下鞭刑。根据2012年至2014年的媒体报道，法官宣判后，鞭刑会立即在法庭上公开执行。未成年犯不必脱光，直接趴在桌子或椅子上，让在场的男性警员用藤鞭抽打屁股，同时也有医务人员也在场确保他的安全。
在2014年11月，有两名未成年犯因涉及团伙抢劫案分别被判处7鞭和8鞭，鞭刑在法庭上公开执行。其中一个未成年犯的辩护律师解释说，辩方和控方达成了认罪协商，因此未成年犯以学校体罚的方式接受鞭刑，而不是像成年犯一样在监狱中受鞭刑。辩护律师还指出，在法庭上公开鞭打未成年犯是相当普遍的，并且在五年的律师职业生涯中已经处理过六起类似的案件。

### 生理反应、心理影响和伤口愈合
在2010年12月6日，国际特赦组织发布了一份名为《对人类的打击》的报告，严厉批评了马来西亚的司法鞭刑制度，并指出：“每年有数千人在马来西亚受到鞭刑，这是一种系统性的酷刑和虐待，给他们的身心造成了深深的伤害。在马来西亚的监狱中，受过特训的人员用双手紧紧握住一根长约一米的藤鞭，快速地撕裂受害者的肌肤。藤鞭切破受害者裸露的皮肤，击打并摧毁下面的脂肪组织，留下深入肌肉纤维的伤痕。受害者所经历的痛苦难以形容，他们经常会失去意识。”
经过特殊训练的行刑官在每一次鞭打中都会竭尽全力，确保藤鞭的尖端快速划过伤口，导致皮肤擦破并鲜血渗出。犯人在受鞭刑时承受剧烈的疼痛和极度的恐惧，往往导致大小便失禁或昏迷不醒的情况发生。经历过鞭刑的犯人描述这种感觉为‘疼痛难忍’、‘火燎屁股’、‘仿佛被红蚂蚁咬伤’、‘如同触电’、‘一生中最痛苦的经验’等等。 伤口痊愈后，鞭痕几乎无法去除。
鞭刑执行完毕后，犯人被送往医疗室接受治疗。

### 汶莱、马来西亚和新加坡鞭刑的比较
|              | 汶莱鞭刑 | 马来西亚鞭刑 | 新加坡鞭刑 |
| ------------ | --- | --- | --- |
| 伊斯兰法鞭刑 | 实行 | 实行 | 不实行 |
| 未成年犯     | 地方法院有权力对16岁以下的男犯判处鞭刑。未成年犯穿着衣服，以“学校体罚方式”受鞭刑。                               | 地方法院有权力对16岁以下的男犯判处鞭刑。未成年犯穿着衣服，以“学校体罚方式”受鞭刑。                                               | 只有最高法院才有权力对16岁以下的男犯判处鞭刑。                                                                   |
| 年龄上限     | 50岁以上的男性犯人不会被判处鞭刑。                                                                               | 50岁以上的男性犯人不会被判处鞭刑，但性侵犯例外。2008年4月，一名56岁男子犯强奸罪，被判57年监禁和鞭打12下。                        | 50岁以上的男性犯人不会被判处鞭刑。                                                                               |
| 鞭数上限     | 24鞭（成年犯），18鞭（未成年犯）                                                                                 | 24鞭（成年犯），10鞭（未成年犯）                                                                                                 | 24鞭（成年犯），10鞭（未成年犯）                                                                                 |
| 用词         | 法典和媒体报道都用“whipping”一词来指鞭刑。                                                                       | 正确的词汇是“whipping”，“caning”是非正式用语，但是媒体报导经常用“strokes of the cane”或“strokes of the rotan”来指鞭刑。          | 法典和媒体报道都用“caning”一词来指鞭刑。                                                                         |
| 刑鞭粗度     | 长度1.2米（3.9英尺），粗度1.27 cm（0.5英寸）                                                                     | 长度1.09米（3.6英尺），粗度1.25 cm（0.49英寸）                                                                                   | 长度1.2米（3.9英尺），粗度1.27 cm（0.5英寸）                                                                     |
| 刑鞭         | 使用的刑鞭是一样的。                                                                                             | 粗鞭与细鞭有两种，粗鞭是用来鞭打犯重罪的犯人，细鞭是用来鞭打犯轻罪的犯人。                                                       | 使用的刑鞭是一样的。                                                                                             |
| 行刑方式     | 犯人弯腰俯身趴在刑架上，双脚在一起，以弯腰将近90度的姿势受刑，腰部之间绑上一个垫枕或软垫，以防伤了肾脏和脊椎骨。 | 犯人的前下半身趴在刑架上的靠垫，双手被捆绑在刑架上面，以双腿伸展的姿势受刑，身上套着一种特制的“框子”遮盖腰部和大腿，只露出屁股。 | 犯人弯腰俯身趴在刑架上，双脚在一起，以弯腰将近90度的姿势受刑，腰部之间绑上一个垫枕或软垫，以防伤了肾脏和脊椎骨。 |

## 伊斯兰法鞭刑
马来西亚在实行一般刑法的同时，也实行伊斯兰教法（沙里亚）制度。马来西亚伊斯兰法刑事（联邦）法案（1997年）第125项允许沙里亚法院对犯了教法的男女穆斯林（包括外籍穆斯林）判处鞭刑。
虽然沙里亚鞭刑用的藤鞭和司法鞭刑用的一样，粗度不超过1.25（0.49英寸），沙里亚鞭刑却比司法鞭刑较轻很多，其目的不是在犯人身上造成最大的痛苦，而是使犯人感到羞耻，以后不再犯教法。行刑前，医生必须证实犯人身体状况适合受刑。 根据马来西亚伊斯兰法刑事法令（1993年），沙里亚法院有权力决定行刑地点，但沙里亚鞭刑通常都是私下执行的，外人不得在场。 行刑时，犯人穿得严严实实的，女性甚至要戴上头巾。虽然沙里亚法规定犯人可在任何身体部位（除了头部、脸部、胸部、腹部和私处）受鞭刑，沙里亚鞭刑抽打的身体部位是背部。男性站着受刑，女性坐着受刑。 行刑官和犯人必须是同样性别，出手时只可使用手腕的力量，不可举起手臂，出手的力道不可太重，不可刮破犯人的皮肤。 医护人员也在场确保犯人的安全。
沙里亚鞭刑在马来西亚较为罕见，但在邻国印度尼西亚的亚齐特区非常普遍，而且判处鞭数往往会更多（一般最少10下，没有上限）。

### 著名案件
- 2009年，马来西亚女模特卡迪卡（Kartika Seri Dewi Shukarno）在旅店酒吧饮酒，被沙里亚法院判处罚款和六下鞭刑，在马来西亚引起了一场风波。[40] 2010年4月1日，彭亨苏丹阿末沙将卡迪卡的刑罚改成罚社区服务三周。[41]卡迪卡曾表示她愿意接受鞭刑。[42]
- 2010年2月9日，马来西亚有三个已婚女穆斯林因发生婚外性关系，被沙里亚法院判处鞭刑。[43] 这是马来西亚首次有女性被处以鞭刑。[44] 马来西亚的回教姐妹组织[45]和律师公会表示反对，声称鞭打女性不符合马来西亚联邦民法。
- 2018年9月3日，两个马来西亚籍女穆斯林因发生同性恋性关系，被瓜拉登嘉楼市沙里亚最高法院判处罚款，另加六下鞭刑。[46]

## 学校体罚
马来西亚的学校体罚制度以鞭打方式处罚有严重不当行为或者屡犯校规的学生。
教育部对学校体罚的指导方针写道：
- 学校体罚适用于男生；女生不受体罚。
- 在多数的情况下，只有校长可以执行体罚。
- 教师必须先获得校长的批准才可鞭打学生，双方必须签字。执行体罚的教师必须是学校的长久教书人员。[48]
- 鞭打部位仅限于学生的屁股或手掌心。如果是打屁股，学生穿着裤子受罚。[49]
- 执行体罚时，外人不得在场。
- 校方必须通知学生的家长，可以请他们来见证。[50]
- 校方只可对犯了严重过错或者屡犯校规的学生执行体罚。

虽然教育部从2006年起已经禁止全国学校公开鞭打学生，实际上有些中小学的教师仍然私自在课室里公开鞭打男女学生。尽管政府声明女生不受体罚，实际上有些中小学（尤其是华校）仍然鞭打女生。 鞭打的部位多数是手掌心或屁股，但有些学校也打手臂和大腿。在某些学校，犯了小过（没完成作业、没带课本等等）的学生也会被鞭打。
学生被普通的藤条打了一顿后，身上被打的部位会留下红色的藤条痕迹。如果打得太重，伤处可能会皮肤红肿、流血和黑青。这些伤痕可能会造成学生写字、坐下等动作时不方便。

### 例子
2019年6月24日，柔佛州新山有一个13岁女生在众学生面前骂男教师是“阿呱”（跨性人），被老师用藤条打10下，手脚鞭痕累累。隔一天，女生的母亲到学校，责骂老师下此毒手。她也拍摄了视频，掀起女儿的衣袖及裙子显示女儿左手臂和大腿上有六、七条鞭痕。过后，她还带女儿上警察局报案。事件随后迅速流传，有人支持老师不应该鞭打学生，但也许多人认为这位老师在学校名声很好，老师做出鞭打学生之举一定真是被惹怒了。女生的母亲在一天后到警察局撤案，双方最终在6月27日对互相道歉，握手言和。

## 相关媒体
1991年8月间，TV3电视台获得马来西亚监狱局批准，在加影监狱和半山芭监狱拍摄了一部纪录片，目的是要让观众更加了解监狱里的生活。该片的主持人万扎莱哈·拉齐（Wan Zaleha Radzi）说摄影团还拍下了鞭刑的真实场面。纪录片播出时，TV3把所有鞭刑的镜头删除掉，因为这些血腥的画面会使比较敏感的观众感到不安。
大约在2004年至2007年之间，马来西亚政府发行了三部在鞭刑现场拍下的真实录像带，拍摄地点是森美兰芙蓉监狱。录像带在网上流传时，有很多人误以为是新加坡的，至今仍有不少媒体继续误报是新加坡的。
2014年间，网上又出现了一个马来西亚鞭刑的真实录像带。

## 批评
有许多人权组织强烈批评马来西亚的司法鞭刑。国际特赦组织在2010年发出的报告《对人类的打击》中不但严重地批判马来西亚的司法鞭刑，而且还写道：“每年有几千人在马来西亚被处以鞭刑时所受的是系统化的酷刑和虐待，以致他们肉体和精神上留下了深深的伤疤。”
马来西亚政府驳回“酷刑”和“虐待”的指控，监狱局声明鞭刑现场有监狱官和医护人员在场监督。
国际特赦组织估计每年在马来西亚大约有1万人被处以鞭刑，当中有许多是非法入境者。国际特赦组织也说鞭刑会导致长期残疾和心理伤害，还声称很多被判鞭刑的外地人被控上法庭时根本就没有辩护律师或者完全不明白控状。